# Pero angulosa
Pero angulosa là một loài bướm đêm trong họ Geometridae.